# Loxosceles parrami
Loxosceles parrami är en spindelart som beskrevs av Newlands 1981. Loxosceles parrami ingår i släktet Loxosceles och familjen Sicariidae. Inga underarter finns listade i Catalogue of Life.